# 안성여자고등학교
안성여자고등학교(安城女子高等學校)는 대한민국 경기도 안성시 신소현동에 있는 공립 고등학교이다.

## 학교 연혁
- 1943년 4월 22일 : 안성공립여자실업학교 설립
- 1943년 4월 30일 : 개교식 및 제1회 입학식
- 1979년 3월 4일 : 현위치 신축교사 이전, (21학급) 인가
- 1984년 3월 10일 : 안성여자고등학교 교명 변경
- 2016년 8월 30일 : 다목적 체육관 터울림관 개관
- 2017년 3월 1일 : 2017학년도 교육과정 클러스터 운영교
- 2019년 3월 1일 : 고교학점제 선도학교 운영교 지정
- 2020년 3월 1일 : 교과중점학교 운영교 지정
- 2022년 9월 1일 : 제26대 유동현 교장 취임
- 2023년 1월 5일 : 제72회 졸업 174명(누계 16,770명)

## 참고 자료
- 안성여자고등학교 - 한국교육학술정보원 학교알리미